# Шмид, Ладислав (1938)
Ладислав Шмид (чеш. Ladislav Šmíd; 24 мая 1938, Рожмиталь-под-Тршемшинем, Протекторат Богемии и Моравии) — бывший чехословацкий хоккеист, защитник. Бронзовый призёр Олимпийских игр 1964 года, пятикратный чемпион Чехословакии. Отец известного чешского хоккеиста Ладислава Шмида.

## Биография
Ладислав Шмид начал игровую карьеру в 1955 году в команде «Пльзень». В 1958 году перешёл в клуб «Дукла Йиглава», в котором провёл 13 лет. За это время он стал пятикратным чемпионом Чехословакии, а также три раза выигрывал Кубок Шпенглера. Завершил карьеру в 1971 году. После окончания карьеры хоккеиста работал тренером во второй команде йиглавской «Дуклы» и в «Пршибраме».
С 1964 по 1969 год выступал за сборную Чехословакии. В составе сборной становился бронзовым призёром Олимпийских игр 1964 года в Инсбруке.
18 декабря 2014 года введён в зал славы чешского хоккея.

## Достижения
- Бронзовый призёр Олимпийских игр и чемпионата мира 1964
- Серебряный призёр чемпионата мира 1966
- Трёхкратный обладатель Кубка Шпенглера 1965, 1966 и 1968
- Пятикратный чемпион Чехословакии 1967—1971
- Серебряный призёр чемпионата Чехословакии 1966
- Бронзовый призёр чемпионата Чехословакии 1962 и 1964

## Статистика
- Чемпионат Чехословакии — 389 игр, 56 шайб
- Сборная Чехословакии — 38 игр, 4 шайбы
- Всего за карьеру — 427 игр, 60 шайб